# Young Living
Young Living är ett amerikanskt företag inom nätverksförsäljning. Företaget har sin bas i Lehi, Utah, USA. Grundades av Donald Gary Young 1993 och säljer eteriska oljor och andra relaterade produkter.

## Historia

### 1993–2014: Bildandet av Young Living
Young Living grundades 1993 i Riverton, Utah, med Gary Young som VD, och bildades 1994. Young köpte en andra gård i Mona, Utah, 1996. Young öppnade sin första internationella gård i Ecuador 2006. Enligt Mary Young började Gary Young få ett intresse för alternativ medicin efter att ha ådragit sig en ryggskada under början av 1970-talet.
Young fick ett intresse för eteriska oljor efter att ha träffat en fransk lavendel destillerare under en konferens i Kalifornien någon gång innan han reste till Frankrike för att lära sig mer om destillering. Han köpte en 64 hektar (ca 160 acre) stor gård med sin fru Mary i början av 1990-talet, belägen i St. Maries, Idaho.
1996 räknade företaget med en försäljning på mellan 8 och 10 miljoner dollar, och rapporterade en årlig försäljningsvinst på mer än 1 miljard dollar från 2015 och 2017
År 2000 startade Gary Young kliniken ”The Young Life Research clinic” i Springville, Utah. Kliniken stängdes 2005 efter att ett åtal med en patient blivit förlikat i rättegång. Efter det öppnade Gary Young istället en klinik i Ecuador, där han utan medicinska tillstånd både praktiserade medicin och utförde operationer. Detta var något som Young Livings dåvarande operativa chef David Stirling opponerade sig emot, till den grad att Stirling blev avskedad 2008 och därefter grundade Young Livings nu största konkurrent inom nätverksförsäljningsindustrin (även kallat MLM) doTerra.
I augusti 2013 lämnade Young Living in en stämningsansökan mot doTerra för stöld av affärshemligheter, med påståendet om att företaget hade återskapat deras produktionsprocess på ett olagligt sätt. Young Living förlorade fallet 2017 och 2018 beordrade en domare företaget att betala doTerras advokatkostnader på 1,8 miljoner dollar. Företagen avgjorde också stämningar kring falska labbtester, falsk marknadsföring och stöld av affärshemligheter och drog tillbaka sina negativa påståenden i förhållande till renheten hos varandras produkter.
2010 blev de det "första storskaliga kommersiella destilleriet" som destillerade eteriska oljor från rökelse, och 2014 blev deras Highland Flats-destilleri "den första automatiserade, datoriserade ångdestilleringsanläggningen med stor kapacitet ... för eteriska oljor".

### 2015 till idag: Efter Donald Gary Young
Young hoppade av som vd 2015 och hans tredje fru, Mary Young, övertog rollen. Företaget flyttade sin företagsverksamhet till Lehi, Utah, 2014, och fick skattelättnader för att utöka sin verksamhet, och 2017 påbörjade konstruktionen av deras nya företagshuvudkontor. Gary dog 2018.

## Affärsmodell
Young Living använder en nätverksförsäljnings modell (även kallat för nätverksmarknadsföring och på engelska Multi-level marketing eller MLM). De rekryterar ”tusentals av oberoende distributörer som kan sälja direkt till kunder och tjäna provision på försäljningen till distributörer som rekryterats in till ett hierarkiskt nätverk, även kallat ”downlines”. Distributörer gör sin vinst på direktförsäljning och på provisioner genom försäljning gjord av personer som distributörerna rekryterar. Distributörer kategoriseras baserat på deras försäljning: den lägsta rangen med minst försäljning kallas helt enkelt "Associate”, medan högst upp är "Royal Crown Diamonds".
Under 2017 rapporterade The New Yorker att distributörer har kravet på sig att sälja produkter för 100 USD per månad för att kvalificera sig för en provision. Man kan också välja att vara kund utan krav eller förväntan på mer. Enligt en offentlig resultaträkning tjänade cirka 94 % av Young Livings aktiva medlemmar 2016 mindre än en dollar, medan mindre än en tiondels procent (cirka tusen Royal Crown Diamond-distributörer) tjänade över en miljon dollar 2017.
Enligt en analys av företagets resultatredovisning från 2018 gjord av Business Insider, befann sig 89% av alla medlemmar som gett sig in på företagets affärsmöjlighet (även kallat business opportunity) inte främst tjänar pengar på sin verksamhet utan väljer att ta del av de rabatter och gåvor medlemskapet innebär. Man kan 2018 se en årlig genomsnittlig inkomst på 4 dollar i denna lägsta och största kategori av medlemmar. 98,7% av alla aktiva medlemmar befinner sig i de tre lägsta nivåerna i nätverket, med en genomsnittlig årlig inkomst mellan 4 dollar och 1551 dollar. 

## Produkter
Young Living säljer eteriska oljor och andra relaterade produkter. Företaget säger sig sälja helt rena, naturligt härledda oljor. Dess produkter säljs online och via distributörer.
En rapport publicerad av Business Insider under 2020 dokumenterade åtminstone 11 klagomål inlämnade till U.S Food and Drug Administration (formellt känt som FDA, kan liknas vid det svenska Livsmedelsverket) mellan 2013 och 2014 där ”Young Livings kunder hävdar upplevt allvarliga biverkningar efter användandet av företagets produkter.” FDA drog slutsatsen att orsaken till ett av fallen skulle kunna bero på en bristfällig produkt samtidigt som de övriga fallen beslöts bero på ett inkorrekt användande med en allergisk reaktion som resultat.

## Förbjudna marknadsföringsanspråk
I september 2014 var Young Living ett av tre företag som varnades av amerikanska Food and Drug Administration för sina marknadsföringsmetoder. FDA identifierade flera fall av påståenden från Young Livings distributörer på sociala medier och andra webbplatser där de marknadsförde Young Livings produkter som möjliga behandlingar för botemedel mot ebolavirus och andra sjukdomar/åkommor.Brevet innehållande varningen uppgav även att Young Livings egna webbsida gjorde anspråk som marknadsförde deras produkter på ett sätt som den federala regeringen skulle klassa som mediciner. Företaget gick därefter med på att ta itu med de överträdelser som FDA hade preciserat.
År 2020 rekommenderade National Advertising Division på Better Business Bureau Young Living att sluta hävda att dess produkter är av "terapeutisk kvalitet" eftersom de inte hade det nödvändiga vetenskapliga stödet för att stödja sådana påståenden. Företaget höll inte med och sa att de skulle överklaga, samtidigt som de gick med på att sluta göra olika hälso- och välmåendepåståenden om dess produkter och deras ingredienser.

## Rättstvister
Under 2000 utredde the Utah Occupational Safety and Health Division (UOSHD, kan liknas vid det svenska arbetsmiljöverket) en explosion av ett destilleri i Mona, Utah där en arbetande dog av sina skador. Destilleriet ägdes av Young Living Farms. UOSHD beslöt att Young Living Farms skulle betala böter på 10 280 USD på grund av 7 säkerhetsöverträdelser.
2014 anlitade Young Living ett ombud för en intern utredning av dess importpraxis. Utredningen resulterade i ett frivilligt avslöjande av brott mot Lacey Act från 1900 och Endangered Species Act från 1973 för olaglig handel med rosenträolja och spikenardolja. Företaget dömdes under 2017 att betala böter på 760 000 dollar efter att ha erkänt sig skyldig till anklagelserna. Utöver de utdömda böterna sattes bolaget på prövotid för en tid av fem år.
I april 2019 lämnades en föreslagen grupptalan in enligt RICO Act, som påstod att Young Living är ett olagligt pyramidspel. Talan avslogs 2021 för att inte på ett adekvat sätt hävda kärandens anspråk. Med andra ord, är Young Living inte ett olagligt pyramidspel, vilket senast fastslogs i domstol 2021.

## Referenslista
1. ↑  December 12, Mike Gorrell The Salt Lake Tribune ·; Pm, 2014 5:42. ”Perks offered to create 1,600 jobs” (på amerikansk engelska). The Salt Lake Tribune. https://archive.sltrib.com/article.php?id=1941148&itype=CMSID. Läst 21 februari 2023.
2. ↑  ”Local biz: New executives at doTerra and Young Living Essential Oils (Press release)”. Herald Media. 7 juli 2015. Arkiverad från originalet den 3 juni 2019. https://web.archive.org/web/20190603115931/https://www.heraldextra.com/business/local/local-biz-new-executives-at-doterra-and-young-living-essential/article_1e12158e-3909-5a8a-8fd2-14b6ecaccc78.html. Läst 3 februari 2023.
3. 1 2 3 4 5 6  "D. Gary Young Arkiverad 30 januari 2021 hämtat från the Wayback Machine.", (May 18, 2018), Daily Herald, Utah County, Utah, U.S. Retrieved January 29, 2019.
4. 1 2 3 4 5  Monroe, Rachel.
5. ↑  Hardy, Rodger (July 14, 1996).
6. 1 2  Neely, Karissa.
7. 1 2 3  Harvey, Tom (1 augusti 2013). ”"Essential oils rivalry spills into Utah courts”. The Salt Lake Tribune. http://www.sltrib.com/sltrib/money/56660253-79/doterra-living-oils-lawsuit.html.csp.
8. ↑  ”Young Living Essential Oils, LC (Plaintiff) v. doTERRA, Inc., et al. (Defendants)”. 18 juli 2013. Arkiverad från originalet den oktober 23, 2014. https://web.archive.org/web/20141023035442/http://cdn.cymbeo.com/f/69rwmp3g/50c69ly3gzy/Dkt.pdf. Läst februari 3, 2023.
9. ↑  ”Utah jury finds doTERRA creators did not breach contracts after leaving Young Living Essential Oils”. The Salt Lake Tribune. http://archive.sltrib.com/article.php?id=5509719&itype=CMSID.
10. 1 2  ”Judge dismisses much of lawsuit between rival Utah 'oils' companies”. The Salt Lake Tribune. http://www.sltrib.com/home/1739671-155/living-doterra-claims-distributors-judge-companies?fullpage=1.
11. ↑  ”Judge finds Young Living acted in 'bad faith,' orders it to pay doTERRA $1.8 million”. The Salt Lake Tribune. https://www.sltrib.com/news/business/2018/07/12/judge-finds-young-living/.
12. ↑  "Mary Young Transitions to CEO of Young Living Arkiverad 10 januari 2021 hämtat från the Wayback Machine.", (June 29, 2015).
13. ↑  ”Perks offered to create 1,600 jobs”. The Salt Lake Tribune. http://www.sltrib.com/home/1941148-155/perks-offered-to-create-1600-jobs.
14. ↑  Cox, Kate (3 oktober 2017). ”5 Things We've Learned About The Booming Essential Oils Business”. Consumer Reports. https://www.consumerreports.org/consumerist/5-things-weve-learned-about-the-booming-essential-oils-business/.
15. ↑  ”How Young Living lures desperate people into its multilevel sales network, where 89% of members make, on average, $4 annually”. Business Insider. https://www.businessinsider.com/young-living-sales-average-income-2020-7.
16. 1 2  ”FDA warns three companies against marketing their products as Ebola treatments or cures”. The Washington Post. https://www.washingtonpost.com/news/to-your-health/wp/2014/09/24/fda-warns-three-companies-against-marketing-their-products-as-ebola-treatments-or-cures/.
17. ↑  ”FDA Takes Action Against Companies Selling Fraudulent 'Ebola Cures'”. Popular Science. https://www.popsci.com/article/science/fda-takes-action-against-companies-selling-fraudulent-ebola-cures.
18. ↑  Sepkowitz, Kent (5 december 2014). ”Honey Boo Boo, Snake Oil, and Ebola: The Weird World of Young Living Essential Oils”. http://www.thedailybeast.com/articles/2014/12/05/honey-boo-boo-snake-oil-and-ebola-the-weird-world-of-young-living-essential-oils.html.
19. ↑  ”The Fine Line Between Essential Oils and Treating Disease”. Pharmacy Times. https://www.pharmacytimes.com/contributor/beth-lofgren-pharmd-bcps/2015/02/the-fine-line-between-essential-oils-and-treating-disease.
20. 1 2  ”Arkiverade kopian”. Arkiverad från originalet den 16 februari 2018. https://web.archive.org/web/20180216214644/http://www.heraldextra.com/news/local/north/lehi/fda-sends-warning-to-doterra-and-young-living-about-oils/article_b79288b4-5e73-56d9-afa8-288f84244c53.html. Läst 3 februari 2023.
21. ↑  Andrews, Natalie (October 3, 2014) "FDA cracks down on sellers touting Ebola treatments", Wall Street Journal.
22. 1 2  Mitchell, LaTonya (22 september 2014). ”Warning Letter: Young Living”. https://www.fda.gov/ICECI/EnforcementActions/WarningLetters/2014/ucm416023.htm.
23. ↑  Papple, Dawn.
24. ↑  Monsen, Ali.
25. ↑  ”NAD Recommends that Young Living Essential Oils Discontinue "Therapeutic Grade" and Health-Related Claims for its Essential Oils; Advertiser to Appeal”. https://www.bbbprograms.org/media-center/decisions-details/nad-recommends-that-young-living-essential-oils-discontinue-therapeutic-grade-and-health-related-claims-for-its-essential-oils-advertiser-to-appeal.
26. ↑  ”MLM News Alert”. Truth In Advertising. Arkiverad från originalet. https://web.archive.org/web/20200927041026/https://www.truthinadvertising.org/mlm-news-alert/.
27. ↑  ”Young Living appeals NAD decision that it must stop making 'therapeudic grade' claim on its essential oils”. Nutra Ingredients USA. https://www.nutraingredients-usa.com/Article/2020/07/27/Young-Living-appeals-NAD-decision-that-it-must-stop-making-therapeutic-grade-claim-on-its-essential-oils.
28. ↑  "Citation and Notification of Penalty", (December 7, 2008), Labor Commission, Utah Occupational Safety and Health Division
29. 1 2  ”Utah based Young Living Essential Oils pays $760,000 for illegal oil imports”. The Salt Lake Tribune. https://www.sltrib.com/news/2017/09/19/utah-based-young-living-essential-oils-pays-760000-for-illegal-oil-imports/.
30. 1 2  ”Arkiverade kopian”. Arkiverad från originalet den 21 september 2017. https://web.archive.org/web/20170921152509/http://www.heraldextra.com/business/local/young-living-guilty-of-trafficking-oils-from-endangered-plants/article_ee1c8410-6e41-53a8-83c1-67cfb198103d.html. Läst 3 februari 2023.
31. ↑  ”Essential Oils Company Sentenced for Lacey Act and Endangered Species Act Violations to Pay $760,000 in Fines, Forfeiture, and Community Service, and to Implement a Comprehensive Compliance Plan”. US Department of Justice. 18 september 2017. https://www.justice.gov/opa/pr/essential-oils-company-sentenced-lacey-act-and-endangered-species-act-violations-pay-760000.  ”Several company employees and contractors harvested, transported, and distilled rosewood (Aniba roseaodora or Brazilian rosewood) in Peru and imported some of the resulting oil into the United States, through Ecuador. The importation of illegally harvested wood and timber products harms law-abiding American companies and workers and threatens forest resources around the world”
32. ↑  ”Young Living Gets Essential Oil Deception Suit Tossed, for Now”. Bloomberg Law. https://news.bloomberglaw.com/product-liability-and-toxics-law/young-living-gets-essential-oil-deception-suit-tossed-for-now.